# Sery Toualy
Sery Toualy (født 1986) er en ivoriansk håndboldspiller. Hun spiller på Elfenbenskystens håndboldlandshold, og deltog under VM 2011 i Brasilien.